# Misa Amane
Misa Amane (弥 海砂?, Amane Misa) è un personaggio del manga e anime Death Note, creato da Tsugumi Ōba e Takeshi Obata.
Fa la sua prima comparsa nel terzo volume del manga e dal quarto in poi diventa uno dei personaggi più importanti per lo sviluppo della storia. È una idol dal carattere infantile e ingenuo e veste in stile Gothic Lolita.

## Biografia del personaggio
Un anno prima dell'inizio della storia i genitori di Misa furono assassinati da un rapinatore. Questo fu un duro colpo per Misa, che iniziò a pregare ogni giorno che l'assassino morisse, anche perché si scoprì che il criminale sarebbe potuto uscire dal processo senza pena. Casualmente Light Yagami, ovvero Kira, lo uccise usando il Death Note: da allora Misa si dichiarò dalla parte di Kira.
Misa viene trovata dallo shinigami Rem, che le dà il Death Note del defunto Jealous. Jealous era uno shinigami innamorato di Misa; quando la ragazza venne aggredita in una strada buia da un criminale con l'intenzione di ucciderla, lo shinigami usò il suo Death Note per uccidere quell'uomo a sua volta e ottenere così la salvezza di Misa. Tale atto caritatevole tuttavia si rivelò un vero e proprio sacrificio per Jealous, il quale si trasformò poco dopo in un cumulo di polvere: gli shinigami esistono unicamente per dare la morte ed è inconcepibile che salvino una vita. Rem dunque decise di consegnare il Death Note di Jealous proprio a Misa, considerandola la naturale erede. Allo stesso tempo Misa accettò anche lo scambio degli occhi dello shinigami, ottenendo la possibilità di vedere il nome delle persone e la durata dell'esistenza in cambio di metà della sua vita.
Misa invia quindi un messaggio alla Sakura TV di Tokyo spacciandosi per il vero Kira e, durante la messa in onda trasmissione, uccide diverse persone per dimostrare la fondatezza delle sue affermazioni. Le azioni di Misa sortiscono l'effetto desiderato ovvero ottenere l'attenzione del vero Kira, Light Yagami, che decide di scoprire chi sia l'emulatore. Misa già sapeva che Kira si trovasse nel Kantō (dopo l'esperimento iniziale condotto da L) e lo individua facilmente grazie all'ausilio degli occhi dello shinigami con i quali può constatare che Light non ha la durata della vita sotto il suo nome (caratteristica comune a chi possiede un Death Note). La ragazza si innamora di Light al primo sguardo il quale tuttavia la vede come un mero strumento, funzionale al suo piano di creazione di un mondo perfetto senza malvagità. I due iniziano quindi a lavorare congiuntamente a dei messaggi da inviare in TV, in uno dei quali Light afferma di voler sospendere le morti inutili, supportato da Misa.  Poiché la ragazza è un idol professionista, caso volle che durante la pausa dalle riprese di un dorama vicino all'università frequentata da Light ed Elle, decidesse di andare a salutare colui che lei ormai considerava il proprio ragazzo, imbattendosi casualmente anche in Elle (del quale scopre il vero nome). Light cerca immediatamente di farsi rivelare da Misa il nome dell'odiato nemico per telefono se non che questa viene immediatamente arrestata con l'accusa, fondata, di essere il secondo Kira. Durante la prigionia la ragazza chiede a Rem di ucciderla, per evitare di confessare e tradire Light. Rem, non riuscendoci, la invita invece a rinunciare alla proprietà del quaderno, in modo da perdere ogni memoria del Death Note e dell'esistenza degli shinigami.

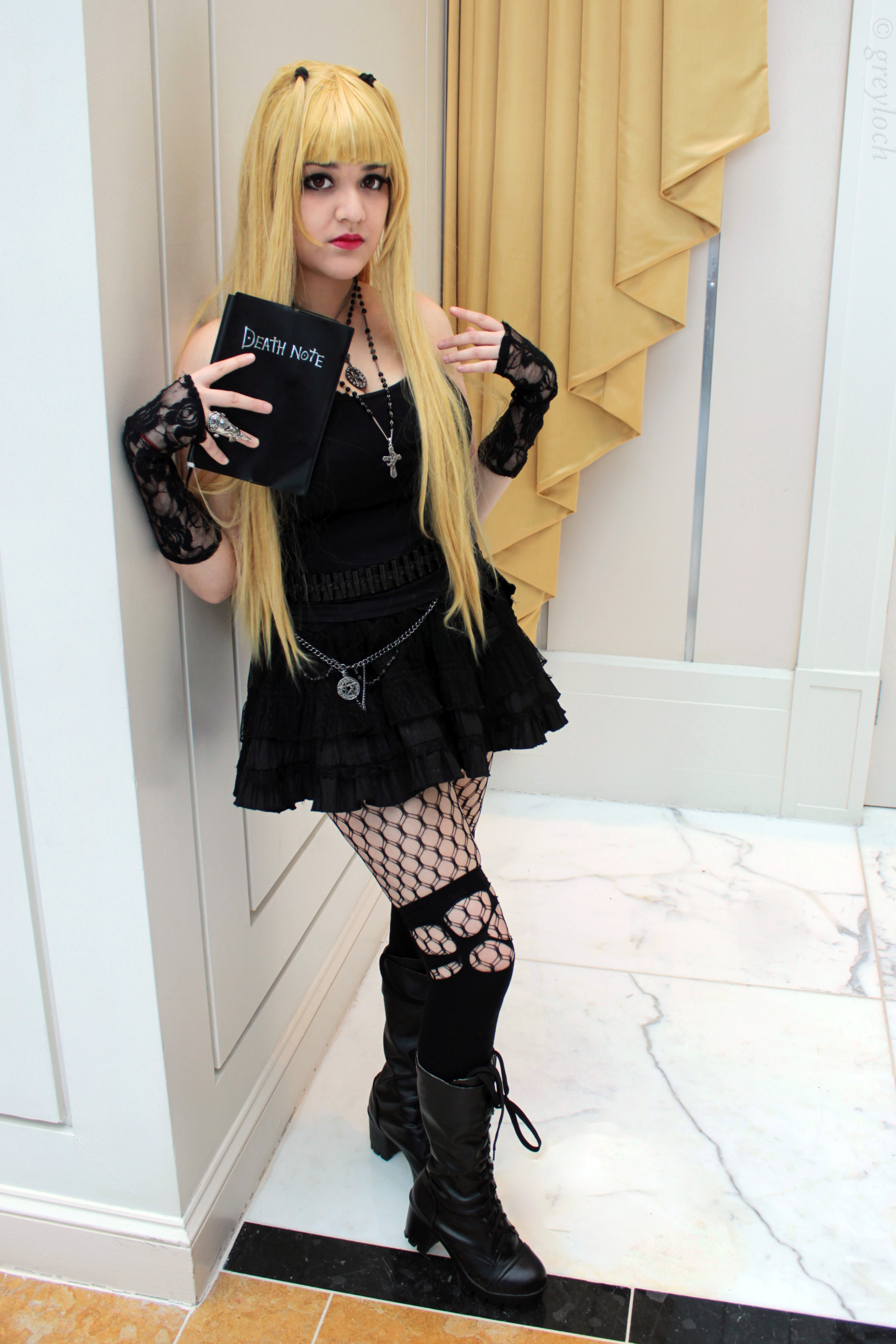
Cosplay di Misa Amane

Elle, per vedere se effettivamente Light (anch'egli senza alcun ricordo del Death Note, in quanto ne rinuncia alla proprietà) e Misa sono i due Kira, manda Soichiro Yagami, padre di Light, per fare loro un test. Soichiro li porta in un posto fuori Tokyo e, fingendosi disperato, punta loro contro una pistola, sparando poi a salve. Il test dimostra che i due non sono Kira, poiché, secondo Soichiro, se loro fossero stati Kira, l'avrebbero ucciso prima che potesse sparare. Elle non è comunque convinto, ma li libera ugualmente e li fa partecipare alle investigazioni sul caso Kira. Per precauzione Elle si lega con delle manette a Light, in modo da non perderlo mai di vista. Intanto compare un nuovo Kira e Misa viene usata come esca per permettere agli assistenti di Elle, Aiber e Wedy, di piazzare delle cimici nella sala riunioni della sede dalla società Yotsuba: si scopre infatti che è uno dei dirigenti dell'azienda a usare il Death Note di Misa, che Rem gli ha consegnato per sbarazzarsi dei suoi concorrenti.
Misa si unisce così al gruppo d'indagine su richiesta di Elle, e viene aiutata da Rem, la quale la intercetta, toccandola con un frammento del quaderno affinché la possa vedere. Lo shinigami le rivela che in passato Light era Kira e lei il secondo Kira, le consiglia come comportarsi per non destare sospetti, e le fa intuire quale dei dirigenti della Yotsuba è l'attuale Kira: si tratta di Higuchi. Misa riesce a convincerlo a rivelarle di essere Kira, registrando la sua dichiarazione con il cellulare, e permettendone così l'arresto.
Light, prima di perdere la memoria, aveva convinto Ryuk a scrivere due regole false sul quaderno, per fare in modo che sia lui che Misa venissero scagionati. La prima consiste nella morte di tutti coloro che hanno toccato il quaderno, qualora si cerchi di distruggerlo volutamente; la seconda invece consiste nella morte di chi ha usato il quaderno, se non dovesse scrivere un nuovo nome a distanza di 13 giorni dall'ultimo. Con quest'ultima regola Elle non può fare altro che liberare Light e Misa. La ragazza dissotterra il quaderno rimasto al fine di recuperare i ricordi, per poi tornare a uccidere i criminali su ordine di Light. Decide inoltre di fare nuovamente lo scambio degli occhi con Ryuk, dimezzando una seconda volta la sua vita.
Elle, ormai certo della colpevolezza di Misa, intuisce che la regola dei 13 giorni è falsa. Rem, capendo che questo era il piano di Light fin dall'inizio, uccide Elle prima che possa testare il quaderno e arresti Misa, morendo a sua volta. 
Nella seconda parte della storia Misa convive con Light e continua a giustiziare i criminali giapponesi. In seguito alle difficoltà di Kira causate da Near e Mello, Misa viene facilmente convinta da Light a rinunciare nuovamente al Death Note con la falsa promessa di un futuro da sposa senza preoccupazioni per il Death Note. In realtà Light vuole solo evitare che la ragazza non possa testimoniare, oltre che impossessarsi del suo quaderno, per cederlo a Teru Mikami (suo nuovo collaboratore, a suo dire più intelligente di Misa). Misa rimane così fuori dagli eventi fino alla fine della storia. 
Muore nel 2011, a 26 anni, suicidandosi il giorno di San Valentino. Nel manga dopo i dodici volumi ve n'è uno speciale, il 13º, in cui è descritta la morte di Misa. Non avendo più il Death Note, Misa perde nuovamente i ricordi legati al suo utilizzo, ma non quelli legati a Light, che continua ad amare. Quando Tota Matsuda si lascia sfuggire che Light è morto, la ragazza disperata compie questo gesto estremo. Nell'anime le scene finali che la riguardano lasciano la questione in sospeso, in quanto la ragazza è mostrata sul tetto di un grattacielo, al dì là delle ringhiere di protezione, intenta a guardare il tramonto. L'insieme della scena fa supporre che lei si getti nel vuoto, seppure tale gesto non venga mostrato.

## Caratterizzazione
Misa è molto estroversa e si dimostra molto popolare grazie alla sua carriera. Attrae una grande folla mentre visita Light vicino alla sua scuola. È iperattiva, impulsiva e altrimenti infantile, dimostrata dalla sua tendenza a parlare in terza persona. Nonostante sia considerata idiota da molti, a Misa viene mostrato di avere momenti di intelligenza, come quando ideò un piano per poter scoprire l'identità di Kira travestendosi per non essere riconosciuta (risultando irriconoscibile, come sottolinea Ryuk quando fa vedere le sue foto) e assicurandosi di non lasciare le sue impronte sulle cassette inviate alla Sakura TV facendole toccare ad una sua amica in modo da evitare qualunque coinvolgimento (verrà comunque arrestata a causa di un suo capello rimasto sopra una di esse) quando inganna con successo Kyosuke Higuchi facendogli rivelare di essere il Kira della Yotsuba.

## Altre apparizioni
Misa compare nel secondo film di Death Note, ovvero Death Note - Il film: L'ultimo nome, dove è interpretata da Erika Toda. Come nel manga, anche nel film è innamorata alla follia di Light. Alla fine del film i suoi ricordi sul Death Note vengono cancellati, ma non la sua ossessione per Light, ucciso da Ryuk. A differenza del manga, nel film Misa ha i capelli castani.